# 姆斯季斯拉夫·罗曼诺维奇
（老）姆斯季斯拉夫·罗曼诺维奇（俄語：Мстислав Романович Старый，?—1223年），古罗斯王公，斯摩棱斯克王公（1197年~1213年），基辅大公（1214年~1223年）。
姆斯季斯拉夫·罗曼诺维奇为斯摩棱斯克王公罗曼·罗斯季斯拉维奇之子，教名为鲍里斯。他曾经统治过普斯科夫（1179年），参加了1185年对波洛韦茨人的远征。1197年他以家族中最年长者身份继承了斯摩棱斯克的公位，因而得到外号“老的”。1206年，姆斯季斯拉夫·罗曼诺维奇成为别尔哥罗德的王公，但很快被弗拉基米尔大公弗谢沃洛德（大窝）赶走，被迫返回斯摩棱斯克。
1214年，在争夺基辅的混战中，姆斯季斯拉夫·罗曼诺维奇被其侄、加利奇公爵（大胆的）姆斯季斯拉夫·姆斯季斯拉维奇拥立为基辅大公，取代了弗谢沃洛德·斯维亚托斯拉维奇。他积极参与封建混战。1223年，他率领俄罗斯南部诸王公迎击入侵的蒙古人。在发生于卡利奇克河畔的决战中，俄罗斯军队被蒙古骑兵彻底击溃。姆斯季斯拉夫·罗曼诺维奇被俘，不久被蒙古人处决。
| 前任： 达维德·罗斯季斯拉维奇       | 斯摩棱斯克王公 1197~1213 | 繼任： 弗拉基米尔·留里科维奇 |
| 前任： 弗谢沃洛德·斯维亚托斯拉维奇 | 基辅大公 1214~1223       | 繼任： 弗拉基米尔·留里科维奇 |